# Eumenes conspicuus
Eumenes conspicuus är en stekelart som beskrevs av Smith 1858. Eumenes conspicuus ingår i släktet krukmakargetingar, och familjen Eumenidae. Inga underarter finns listade i Catalogue of Life.